# Рядовка фиалковая
Рядовка, или леписта,  фиалковая (лат. Lepista irina) — вид грибов, входящий в род Леписта (Lepista) семейства Рядовковые (Tricholomataceae). Некоторыми исследователями виды этого рода переносятся в род Говорушка (Clitocybe).

## Таксономия

### Синонимы
- Agaricus irinus Fr., 1838basionym
- Clitocybe irina (Fr.) H.E.Bigelow & A.H.Sm., 1969
- Gyrophila irina (Fr.) Quél., 1886
- Rhodopaxillus irinus (Fr.) Métrod, 1942
- Tricholoma irinum (Fr.) P.Kumm., 1871

## Описание
- Шляпка 2—13 см в диаметре, в молодом возрасте выпуклой формы, затем раскрывается до почти плоской, с подвёрнутым, нередко волнистым краем, гладкая, у молодых грибов беловатая, затем темнеет до желтоватой или розово-коричневатой, иногда с буроватыми пятнами, негигрофанная.
- Мякоть мягкая, беловатая, буроватая или розоватая, без особого вкуса, с иногда едва заметным запахом молодой кукурузы.
- Гименофор пластинчатый, пластинки приросшие к ножке, реже слабо нисходящие на неё, сначала беловатые, с возрастом темнеют до светло-розовато-бурых.
- Ножка 4—8 см длиной и 1—2,5 см толщиной, центральная, ровная или утолщающаяся книзу, волокнистая или мелкочешуйчатая, бледная, у зрелых грибов с буроватым или розоватым оттенком.
- Споровый порошок розовато-кремового цвета. Споры 7,3—10,6×3,3—5,1 мкм, эллиптической формы, толстостенные, гладкие, с мелкобородавчатые, неамилоидные. Базидии дву- и четырёхспоровые, булавовидные, 23—44×6,6—7,3 мкм. Хейлоцистиды гиалиновые, 18—42×2,2—4,7 мкм, присутствуют не у всех экземпляров. Плевроцистиды отсутствуют.
- Считается съедобным грибом, однако известны случаи лёгких гастроэнтерологических отравлений им.

## Ареал и экология
Этот вид широко распространён в Европе и Северной Америке. Произрастает обычно большими группами в смешанных и широколиственных лесах, нередко образует «ведьмины кольца».

## Сходные виды
- Clitocybe nebularis (Batsch) P. Kumm., 1871
- Clitocybe phyllophila (Pers.) P. Kumm., 1871